# Jim Risch

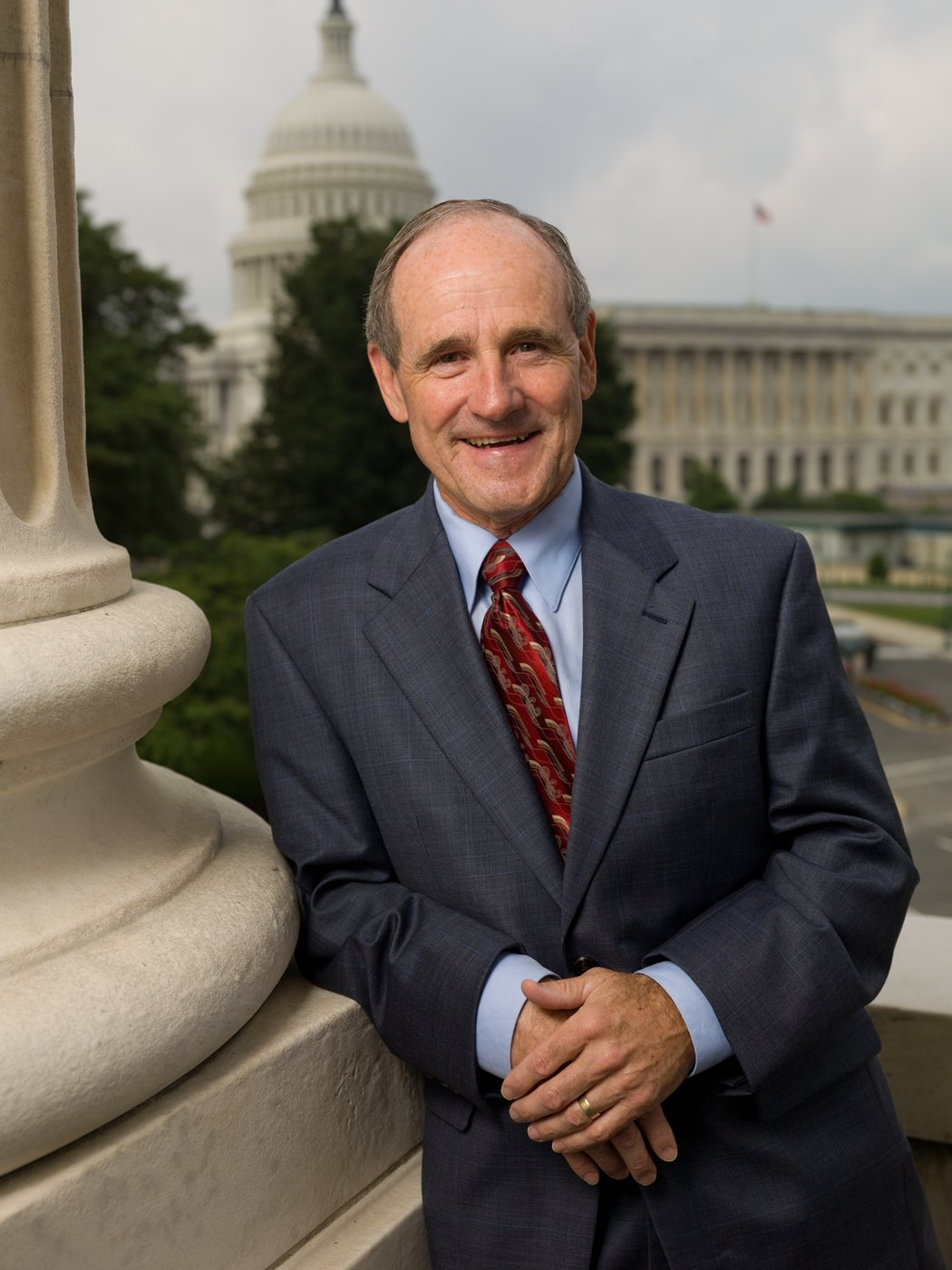
Jim Risch

James Elroy „Jim“ Risch (* 3. Mai 1943 in Milwaukee, Wisconsin) ist ein US-amerikanischer Politiker  der Republikanischen Partei. Er amtierte von Mai 2006 bis Januar 2007 als Gouverneur von Idaho und war in der Folge Vizegouverneur dieses Bundesstaates, ehe er im Januar 2009 als US-Senator für Idaho in den Kongress einzog.

## Leben
Jim Rischs Vorfahren väterlicherseits wanderten im 20. Jahrhundert von Hannover in die Vereinigten Staaten aus. Er studierte von 1961 bis 1963 an der University of Wisconsin in Milwaukee und anschließend an der University of Idaho in Moscow, wo er 1965 als Bachelor abschloss und 1968 an der juristischen Fakultät als Juris Doctor promovierte. Von 1970 bis 1974 war er im Ada County in Idaho als Staatsanwalt tätig.
Risch wurde 1976 in den Senat von Idaho gewählt, wo er später als Vorsitzender der republikanischen Fraktion sowie als Präsident des Senats fungierte. Im Jahr 1988 scheiterte er überraschend bei der Wiederwahl am demokratischen Kandidaten F. Michael Burkett.
1994 verlor er die Vorwahlen der Republikanischen Partei zum Staatssenat. Im November 2002 wurde er zum Vizegouverneur von Idaho gewählt. Als Gouverneur Dirk Kempthorne zurücktrat, um Innenminister der USA zu werden, übernahm Risch am 26. Mai 2006 das Amt des Gouverneurs von Idaho. Er verzichtete 2006 auf eine Wiederwahl, wurde erneut als Kandidat für das Amt des Vizegouverneurs nominiert und im November 2006 auch gewählt. Er war damit ab dem 1. Januar 2007 der Stellvertreter seines Nachfolgers im Gouverneursamt, Butch Otter.
Im November 2008 bewarb sich Risch um die Nachfolge des nicht mehr kandidierenden Larry Craig im US-Senat. Nach seinem Sieg bei den republikanischen Vorwahlen setzte er sich dann auch deutlich gegen den demokratischen Bewerber Larry LaRocco durch. Risch erhielt 58 Prozent der Stimmen, LaRocco 34 Prozent. Er nahm seinen Sitz im Kongress am 6. Januar 2009 ein. Er ist unter anderem Vorsitzender des Ausschusses für mittelständische Unternehmen und Mitglied des Ethikausschusses.